# وزارة شؤون مجلسي الشورى والنواب (البحرين)
وزارة شؤون مجلسي الشورى والنواب، هي الوزارة المسؤولة عن مجلسي الشورى والنواب في البحرين، تأسست سسنة 2004، ويترأسها حاليًا غانم بن فضل البوعينين.
تعتبر الوزارة حلقة الوصل بين السلطة التشريعية والسلطة التنفيذية، وتُعد مسألة تعزيز التعاون بين السلطتين من أولى أولوياتها، وذلك في إطار المبدأ الدستوري الذي يقضي بفصل السلطات مع تعاونها فيما بينها، وتتولى الوزارة مسؤولية تنسيق ومتابعة ما يلزم من أعمال السلطة التنفيذية بوزاراتها وأجهزتها الرسمية المتعددة تجاه المتطلبات الدستورية والقانونية للشؤون التشريعية والرقابية وخلافها من أعمال مطروحة أمام السلطة التشريعية، وبمهمة تمثيل السلطة التنفيذية والتعبير عن وجهة نظرها ومواقفها من خلال الجلسات العامة لمجلسي الشورى والنواب، علاوةً على القيام بما تتطلبه تلك المسؤولية تجاه اجتماعات لجانهما المتعددة.

## الأهداف
1. تطوير وتحسين آليات التواصل بين الجهات الحكومية ومجلسي الشورى والنواب.
2. تعزيز الدعم والإسناد للمعنيين بالجهات الحكومية فيما يخص أعمال السلطة التشريعية.
3. تحسين بيئة العمل والمحافظة على الكفاءات الوظيفية، وتحقيق مبدأ تكافؤ الفرص.
4. تهيئة الوزارة لتصبح مركزًا رئيسيًا للمعلومات، وبيت خبرة للشؤون البرلمانية.

## الهيكل التنظيمي
بصدور المرسوم الملكي رقم (38) لسنة 2020 بإعادة تنظيم وزارة شؤون مجلسي الشورى والنواب، يكون قد أُقر بموجبه للوزارة هيكلٌ تنظيميٌ رئيسيٌ محدَّثٌ ومطوَّرٌ بناءً على ما تتطلبه أعمالها، وذلك على النحو الآتي: 
- وزير شؤون مجلسي الشورى والنواب[3]
- الوكيل المساعد لشؤون مجلسي الشورى والنواب:
  - إدارة متابعة الشؤون التشريعية
  - إدارة متابعة الشؤون الرقابية والمالية
- الوكيل المساعد للبحوث والموارد
  - إدارة البحوث والدراسات القانونية
  - إدارة الموارد البشرية والمالية